# النماذج الأولية السريعة

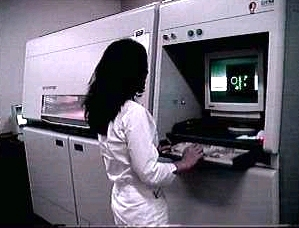
آلة النماذج الأولية السريعة التي تستخدم تلبيد الليزر الانتقائي

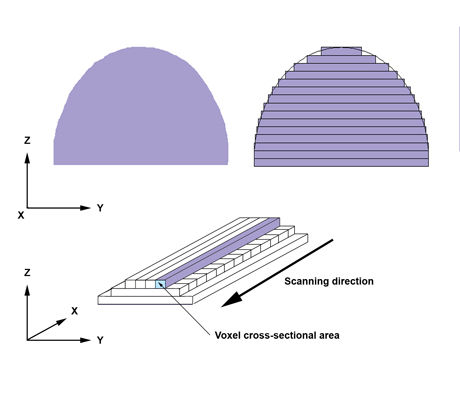
نموذج تشريح ثلاثي الأبعاد

النماذج الأولية السريعة هي مجموعة من التقنيات التي تستخدم بشكل سريع لصناعة نموذج مصغر من الجزء المادي أو بتجميع نموذج مادي باستخدام تقنية ثلاثية الأبعاد (التصميم بمساعدة الحاسوب)data.
عادة ما يتم بناء جزء أو تجميع جزء عن طريق استخدام تقنية.الطباعة ثلاثية الأبعاد. ولقد أصبحت التقنيات الأولى المستخدمة في النماذج الأولية السريعة متاحة في أواخر الثمانينيات من عام 1980م وكانت تستخدم لإنتاج نماذج وأجزاء أولية. واليوم فإن هذه التقنيات يتم استخدامها في تطبيقات أوسع وتستخدم أيضًا في تصنيع أجزاء قيمة ذات جودة صناعية قوية بأعداد صغيرة نسبيًا. ويستخدم بعض النحاتين هذه التقنية لصنع معروضاتهم.

## وصلات خارجية
- Rapid prototyping websites على مشروع الدليل المفتوح